# Periclimenaeus bredini
Periclimenaeus bredini är en kräftdjursart som beskrevs av Fenner A. Chace 1972. Periclimenaeus bredini ingår i släktet Periclimenaeus och familjen Palaemonidae. Inga underarter finns listade i Catalogue of Life.